# Rio Branco Football Club
El Rio Branco Football Club es un club de fútbol de la ciudad de Rio Branco en el estado de Acre, Brasil que juega en la Serie D del Fútbol Brasileño. Su máximo logro internacional fue participar en la Copa Conmebol 1997.

## Palmarés

### Torneos regionales
- Copa Norte (1): 1997.
- Torneio Integração da Amazônia (3): 1976, 1979 e 1984.

### Torneos estaduales
- Campeonato Acreano (49): 1919, 1921, 1928, 1929, 1935, 1936, 1937, 1938, 1939, 1940, 1941, 1943, 1944, 1945, 1946, 1947, 1950, 1951, 1955, 1956, 1957, 1960, 1961, 1962, 1964, 1971, 1973, 1977, 1979, 1983, 1986, 1992, 1994, 1997, 2000, 2002, 2003, 2004, 2005, 2007, 2008, 2010, 2011, 2012, 2014, 2015, 2018, 2021, 2023
- Torneo Início: 1946[2]
- Torneio do Povo: 1985[3]